# Già (phim)
Già (tên gốc tiếng Anh: Old) là một bộ phim điện ảnh Mỹ thuộc thể loại tâm lý – kinh dị – giật gân công chiếu năm 2021 do M. Night Shyamalan viết kịch bản, đạo diễn và đồng sản xuất, phóng tác từ tiểu thuyết đồ họa Sandcastle của Pierre Oscar Levy và Frederik Peeters. Với sự tham gia của dàn diễn viên chính gồm Gael García Bernal, Vicky Krieps, Rufus Sewell, Alex Wolff, Thomasin McKenzie, Abbey Lee, Nikki Amuka-Bird, Ken Leung, Eliza Scanlen, Aaron Pierre, Embeth Davidtz và Emun Elliott, bộ phim theo chân một nhóm người đang cắm trại tại bãi biển và phát hiện những dấu hiệu bất thường về bản thân khi họ trở nên già đi một cách nhanh chóng, từ đây những bí ẩn nhiều năm về trước được vén màn.
Năm 2017, sau khi nhận được cuốn tiểu thuyết Sandcastle từ con gái của mình nhân ngày của Cha, Shyamalan quyết định chuyển thể tác phẩm văn học này thành bộ phim. Bộ phim đã được công bố bật đèn xanh vào tháng 9 năm 2019, với việc Shyamalan tiết lộ mối quan hệ hợp tác chặt chẽ với Universal Pictures để thực hiện tác phẩm. Bộ phim khởi quay hoàn toàn tại Cộng hòa Dominica từ tháng 9 đến tháng 11 năm 2020, dù đất nước này đang phải chịu ảnh hưởng từ đại dịch COVID-19.
Bộ phim Già có buổi công chiếu lần đầu ở phố Jazz tại Trung tâm Lincoln vào ngày 19 tháng 7 năm 2021, sau đó được Universal Pictures phát hành tại Mỹ và Việt Nam vào ngày 23 tháng 7 năm 2021. Sau khi ra mắt, tác phẩm dù nhận về những lời nhận xét trái chiều từ giới chuyên môn, nhưng lại là một thành công về mặt doanh thu khi thu về 90,2 triệu USD từ kinh phí sản xuất 18 triệu USD. Tác phẩm được đề cử giải Sự lựa chọn của Công chúng cho Phim chính kịch của năm và giải Sao Thổ cho Phim hồi hộp hay nhất.

## Nội dung
Guy và Prisca Cappa đang trải qua cuộc chia ly. Để tránh làm buồn lòng hai đứa con nhỏ của họ, Maddox và Trent, hai vợ chồng đưa chúng đến một khu nghỉ dưỡng gần biển như là chuyến đi chơi cuối cùng của gia đình. Tại khách sạn, Guy và Prisca được tặng đồ uống miễn phí, và bọn trẻ kết bạn với Idlib, cháu trai của người quản lý khu nghỉ dưỡng. Vào ban đêm, Maddox và Trent tình cờ nghe được bố mẹ chúng tranh cãi và chơi trò giải mã tin nhắn với Idlib. Trong quá trình tranh cãi, Prisca được tiết lộ rằng cô có một khối u buồng trứng lành tính phát triển chậm.
Sáng hôm sau, người quản lý mời cả gia đình đến một bãi biển vắng vẻ, nơi có thêm ba nhóm người khác: rapper Brendan "Sedan cỡ trung" và người bạn đồng hành nữ của anh ta; bác sĩ phẫu thuật Charles, mẹ già Agnes, vợ anh ta Chrystal và cô con gái nhỏ Kara của họ; Jarin và Patricia Carmichael, một cặp vợ chồng. Trent phát hiện ra xác người bạn đồng hành của Brendan. Charles ngày càng nghi ngờ Brendan, người tiết lộ rằng anh ta đã bị chảy máu cam vì bệnh máu khó đông. Sau khi những đứa trẻ nhanh chóng trở thành thanh thiếu niên và Agnes đột ngột qua đời, các gia đình kết luận rằng bãi biển đang khiến họ già đi, với việc những người cư ngụ sẽ già đi một tuổi cứ sau 30 phút. Ít nhất một thành viên trong mỗi gia đình có bệnh lý tiềm ẩn. Họ phát hiện ra rằng việc cố gắng rời đi sẽ khiến họ bất tỉnh và tỉnh dậy trở lại nơi họ đã rời đi.
Trong cơn tức giận, Charles dùng một con dao bỏ túi chém Brendan, và cả nhóm nhìn vết thương của anh ta nhanh chóng lành lại. Khối u buồng trứng của Prisca nhanh chóng tăng kích thước với tốc độ đe dọa tính mạng cô. Charles thực hiện một cuộc phẫu thuật loại bỏ nó thành công. Brendan phát hiện ra thi thể người bạn đồng hành của mình đã bị phân hủy hoàn toàn chỉ sau vài giờ. Trent và Kara tiếp tục trở thành thanh niên và sau khi quan hệ tình dục với nhau, Kara nhanh chóng có thai. Cô sinh con nhưng đứa bé chết do thời gian trôi qua quá nhanh. Bệnh tâm thần phân liệt ngày càng trầm trọng của Charles khiến anh ta giết Brendan. Ngày trôi qua, Jarin chết đuối, Kara chết do ngã từ trên vách đá và Patricia bị một cơn động kinh gây tử vong. Thị lực của Guy bị mờ và Prisca bị mất thính giác. Maddox và Trent phát hiện ra cuốn sổ ghi chép của một du khách trước đó, cùng với những dấu hiệu cho thấy họ đang bị theo dõi. Vào ban đêm, Charles tấn công Guy và Prisca trong một cơn tâm thần phân liệt. Prisca chém Charles bằng một con dao rỉ sét, gây ra nhiễm trùng máu và giết chết anh ta. Chứng hạ calci máu của Chrystal khiến xương cô bị gãy, giết chết cô. Guy và Prisca nói lời xin lỗi nhau trước khi qua đời vì tuổi già.
Chỉ còn lại Maddox và Trent ở độ tuổi trung niên vào sáng hôm sau, hai chị em đã xây lâu đài cát. Họ xem lại một thông điệp bí mật do Idlib đưa cho họ, mà Trent suy luận có liên quan đến rặng san hô dưới nước. Tin rằng rặng san hô sẽ cho phép họ rời bãi biển mà không bị bất tỉnh, hai chị em bắt đầu bơi qua chúng. Sau khi họ không còn ngoi lên khỏi mặt nước, một nhân viên khu nghỉ dưỡng đang theo dõi họ báo cáo rằng toàn bộ du khách đã chết. Anh ta báo tin này cho người quản lý, người này đề cập đến một sự việc trước đó khi một vị khách suýt trốn thoát khỏi bãi biển. Người quản lý sau đó thông báo rằng cuộc thử nghiệm 73 đã kết thúc.
Phim tiết lộ rằng khu nghỉ dưỡng này là bình phong cho một nhóm nghiên cứu từ công ty dược phẩm Warren & Warren đang tiến hành thử nghiệm lâm sàng các loại thuốc y tế mới, được cung cấp cho những khách mắc bệnh bằng cách pha vào đồ uống của họ. Bởi vì bãi biển giúp tăng tốc cuộc sống của du khách một cách tự nhiên nên các nhà nghiên cứu đã có thể hoàn thành các cuộc thử nghiệm thuốc suốt đời trong vòng một ngày. Các nhà nghiên cứu dụ một nhóm khách mới đến bãi biển, nhưng bị ngăn cản bởi Maddox và Trent, những người vẫn còn sống sau khi bơi, sử dụng cuốn sổ làm bằng chứng mà họ đưa cho viên cảnh sát đang đi nghỉ Greg Mitchel, người đã thông báo cho sếp của anh ta về tội ác của các nhà nghiên cứu. Các nhà nghiên cứu được cho là đã bị bắt, cùng với trát đòi hầu tòa được gửi đến công ty Warren & Warren khi Greg sắp xếp cho Maddox và Trent đoàn tụ với dì của họ.